# Peleo
Peleo (in greco antico: Πηλεύς?, Pēléus) è una figura della mitologia greca. Figlio di Eaco, re dell'isola di Egina, il quale era figlio di Zeus, e di Endeide, fu re di Ftia, in Tessaglia, e sposò una Antigone, poi Teti, che gli diede il famoso figlio Achille. 

## Mito

### Giovinezza
Peleo e Telamone erano i fratellastri di Foco, a cui andavano le simpatie del padre Eaco, a causa della sua bellezza e della sua bravura nelle gare atletiche.
Endeide, temendo che il re scegliesse Foco come erede al trono, convinse i figli ad ucciderlo. Costoro sfidarono quindi Foco a una gara di pentathlon, e il giovane fu colpito a morte da un disco lanciato da Telamone. I due nascosero il corpo di Foco in un bosco, ma Eaco lo trovò e cacciò i fratricidi da Egina. Peleo e Telamone dovettero subire lunghe persecuzioni a causa del loro delitto.
Secondo Diodoro Siculo e Pausania, invece, il disco che uccide Foco fu lanciato da Peleo, ma per il primo il colpo è accidentale, per il secondo intenzionale.

### Esilio
Telamone si rifugiò a Salamina e Peleo riparò presso Attore, re di Ftia, il cui figlio, Euritione, lo purificò dall'empio fratricidio (Secondo altre fonti, fu lo stesso Attore a purificare Peleo e gli diede in matrimonio sua figlia Polimela). In seguito sposò Antigone, figlia del re.
Durante la caccia al cinghiale calidonio, Peleo colpì accidentalmente Euritione uccidendolo. Costretto nuovamente a fuggire arrivò a Iolco e si rifugiò presso il re Acasto. Qui la regina Astidamia si innamorò di Peleo, che però la respinse. Per vendicarsi la donna lo accusò di averla sedotta. Acasto allora lo invitò a caccia presso il monte Pelio, frequentato dai centauri, e, mentre Peleo dormiva, gli sottrasse la spada. Una volta svegliatosi, Peleo si ritrovò disarmato di fronte ai mostri, ma grazie all'intervento di Ermes inviato da Zeus (o di Chirone secondo altre versioni), il quale gli consegnò una spada con poteri divini, riuscì a fuggire. Tornato in città, si vendicò assassinando Acasto e la moglie.

### Nozze con Teti
Dopo aver sposato Antigone, figlia di Attore, ed aver partecipato alla spedizione degli Argonauti alla ricerca del vello d'oro, conobbe una nereide di nome Teti (o Tetide). Il loro matrimonio fu celebrato con solennità alla presenza di tutti gli dei, tranne Eris. La dea della discordia, infuriata per essere stata esclusa, intervenne alle nozze lasciando il pomo d'oro, oggetto del giudizio di Paride e origine della guerra di Troia.

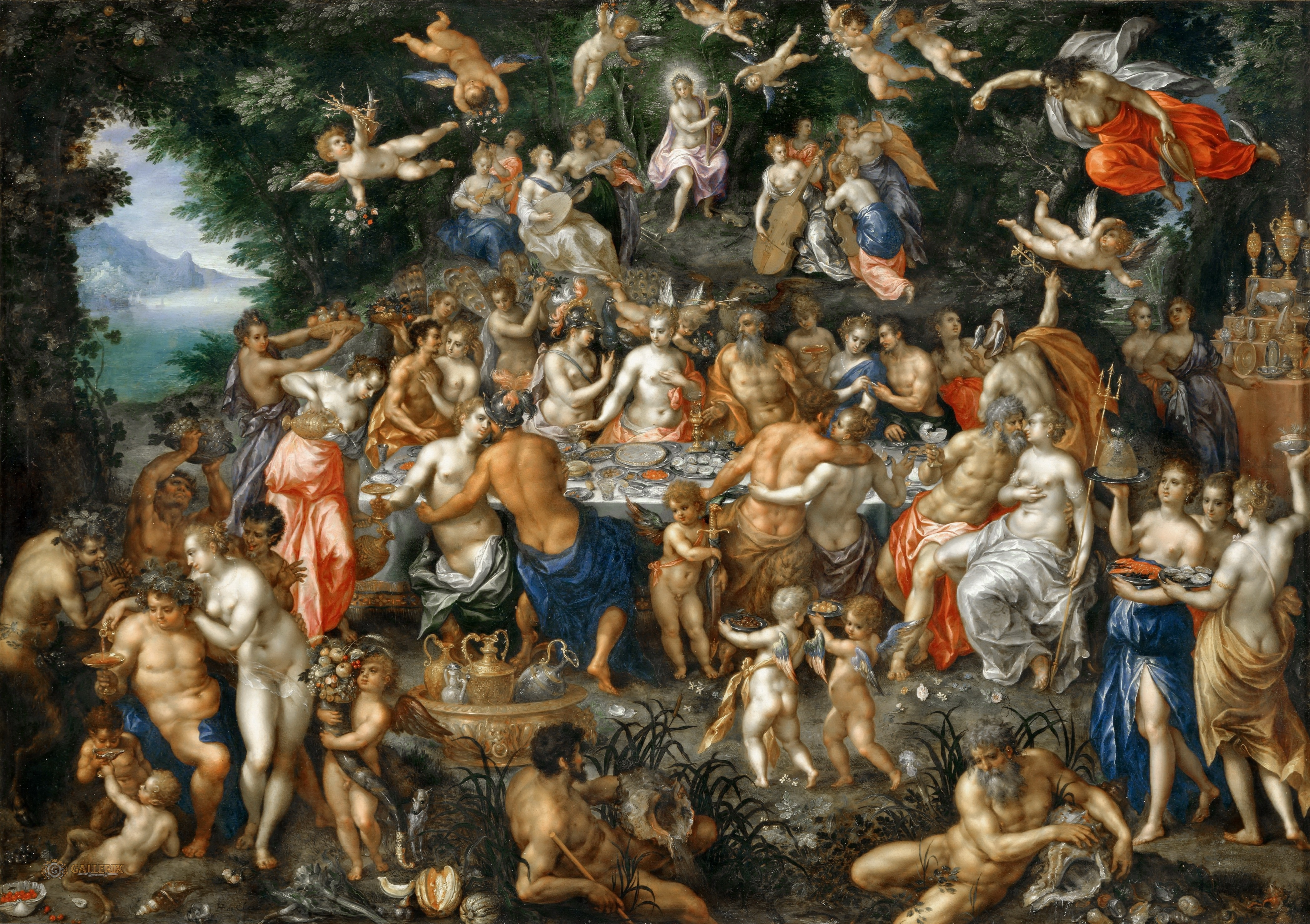
Il banchetto degli dei alle nozze di Peleo e Teti, Hendrick de Clerck XVII secolo

Da Teti ebbe sette figli, tra cui Achille. Teti ustionò le parti mortali dei suoi sei figli, li rese immortali e li fece ascendere all'Olimpo uno dopo l'altro. Peleo si intromise quando Teti operò il rito magico sul settimo, rendendo il suo corpo immortale, salvo il tallone, ponendolo sul fuoco e ricoprendolo di ambrosia. L'osso del tallone, leggermente ustionato, non subì la parte finale del rituale. Sdegnata, Teti respinse Peleo e fece ritorno alla sua dimora marina, dando al figlio il nome "Achille", perché non aveva posato le labbra sul suo seno. Peleo, (secondo altre versioni il centauro Chirone), s'accinse a sostituire l'osso del bambino con quello tratto dallo scheletro del velocissimo gigante Damiso, ma il tallone si rivelò in seguito l'unico punto vulnerabile attraverso cui sarà privato all'affetto del padre.
Le nozze di Peleo con Tetide sono state un tema figurativo interessante e frequente della iconografia greca. Crateri, coppe e vasi in ceramica sparsi nei vari musei del mondo celebrano questo evento. Un cratere a calice proveniente da Spina, ora al Museo archeologico di Ferrara, e in cui viene raffigurata una scena di questo matrimonio, ha dato il nome a un pittore vascolare della II metà del V secolo a.C., conosciuto appunto come Pittore di Peleo.